# Plaça de Venceslau
La Plaça de Venceslau (en txec:  Václavské náměstí (?·pàg.), col·loquialment Václavák) és una de les places principals de la ciutat i el centre de les comunitats empresarials i culturals de la Ciutat Nova de Praga, República Txeca. S'hi van produir molts esdeveniments històrics, i és un escenari tradicional per a manifestacions, celebracions i altres reunions públiques. També és el lloc amb més trànsit de vianants de tot el país. La plaça rep el nom de Sant Venceslau, patró de Bohèmia. Forma part del centre històric de Praga, Patrimoni de la Humanitat.
Antigament conegut com a Koňský trh (Mercat dels cavalls), pel seu allotjament periòdic de mercats de cavalls durant l'⁣Edat Mitjana, va ser rebatejat com a Svatováclavské náměstí (en anglès: plaça de Sant Venceslau) el 1848 a proposta de Karel Havlíček Borovský.

## Característiques

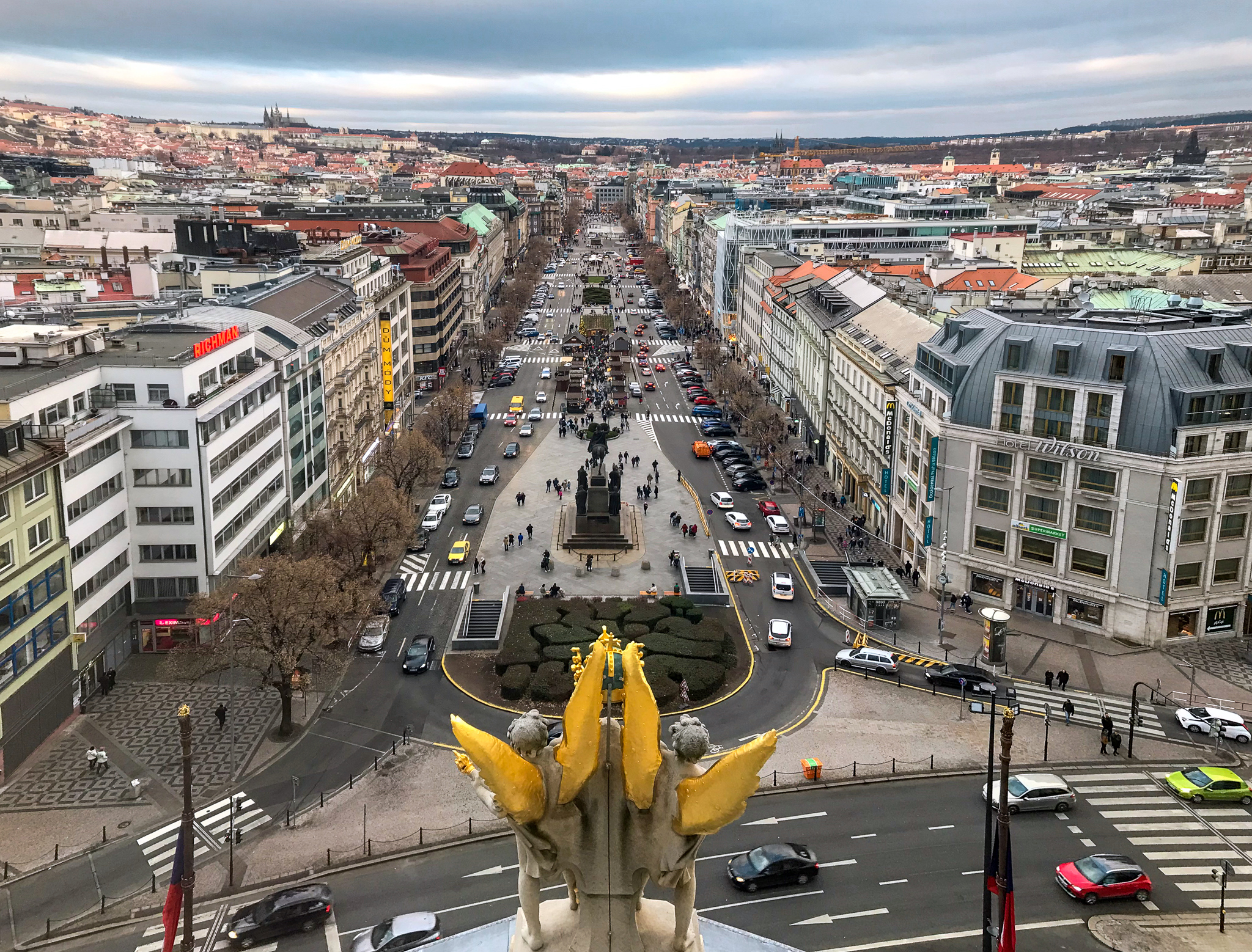
La plaça de Wenceslau vista des de dalt del Museu Nacional

Menys una plaça que un bulevard, la plaça de Venceslau té la forma d'un molt llarg (750 m, superfície total 45.000 m2) rectangle, en direcció nord-oest – sud-est. El carrer s'inclina cap amunt cap al costat sud-est. En aquest extrem, el carrer està dominat pel gran Museu Nacional Txec, neoclàssic. L'extrem nord-oest toca la frontera entre la Ciutat Nova i la Ciutat Vella.

## Història
El 1348, el rei de Bohèmia Carles IV va fundar la Ciutat Nova de Praga. El pla incloïa diverses zones obertes per als mercats, dels quals el segon més gran era el Koňský trh, o Mercat dels cavalls (el més gran era la plaça de Carles). A l'extrem sud-est del mercat hi havia la Porta del Cavall, una de les portes de les muralles de la Ciutat Nova.

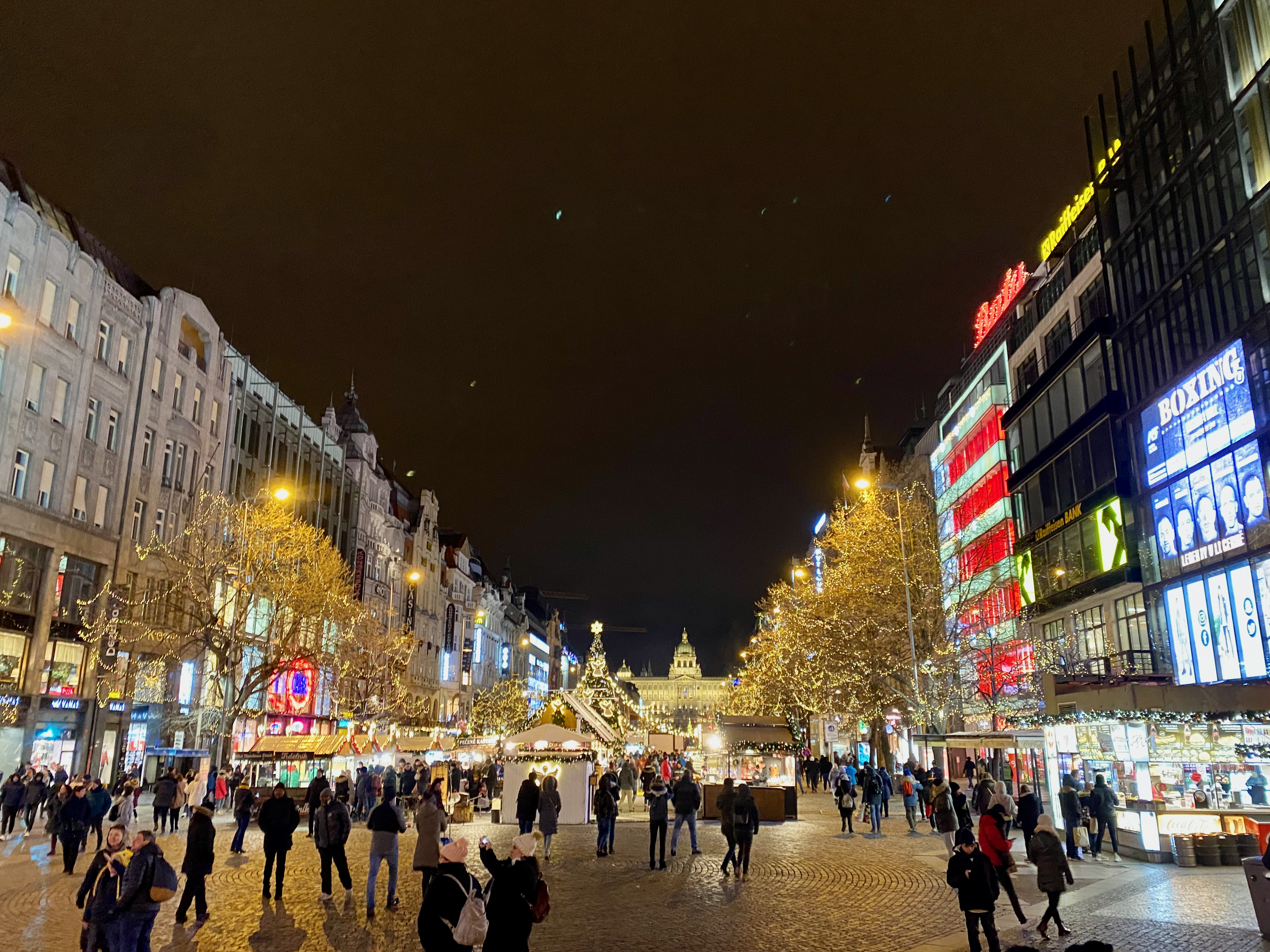
Plaça de Venceslau per Nadal

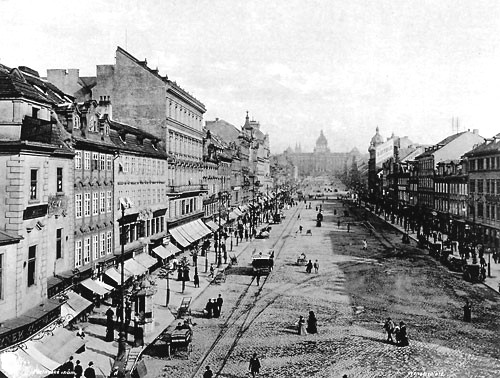
Tramvia a la plaça de Venceslau al segle XIX

L'⁣estàtua de Sant Venceslau antigament es trobava al mig de la plaça de Venceslau, prop del Grandhotel Evropa, però es va traslladar a Vyšehrad el 1879. Durant el renaixement nacional txec a les terres txeques d'⁣Àustria-Hongria al segle XIX, es va demanar un nom més noble per al carrer. En aquesta època es va canviar el nom de la plaça i es va construir la nova estàtua de Sant Venceslau el 1912.
El 28 d'octubre de 1918, Alois Jirásek va llegir la declaració d'independència txecoslovaca davant de l'estàtua de Sant Venceslau.
Durant la crisi de maig de 1938, la plaça va ser el lloc de manifestacions massives contra les demandes de l'Alemanya nazi per als Sudets i les polítiques d'apaivagament dels aliats de la Primera República Txecoslovaca, el Regne Unit i França. Sota el protectorat de Bohèmia i Moràvia, la força d'ocupació nazi va utilitzar el carrer per a manifestacions massives. Durant l'⁣aixecament de Praga el 1945, alguns edificis propers al Museu Nacional van ser destruïts. Posteriorment van ser substituïts per grans magatzems.
El 16 de gener de 1969, l'estudiant Jan Palach es va incendiar a la plaça de Venceslau per protestar contra la invasió de Txecoslovàquia el 1968 pel Pacte de Varsòvia.

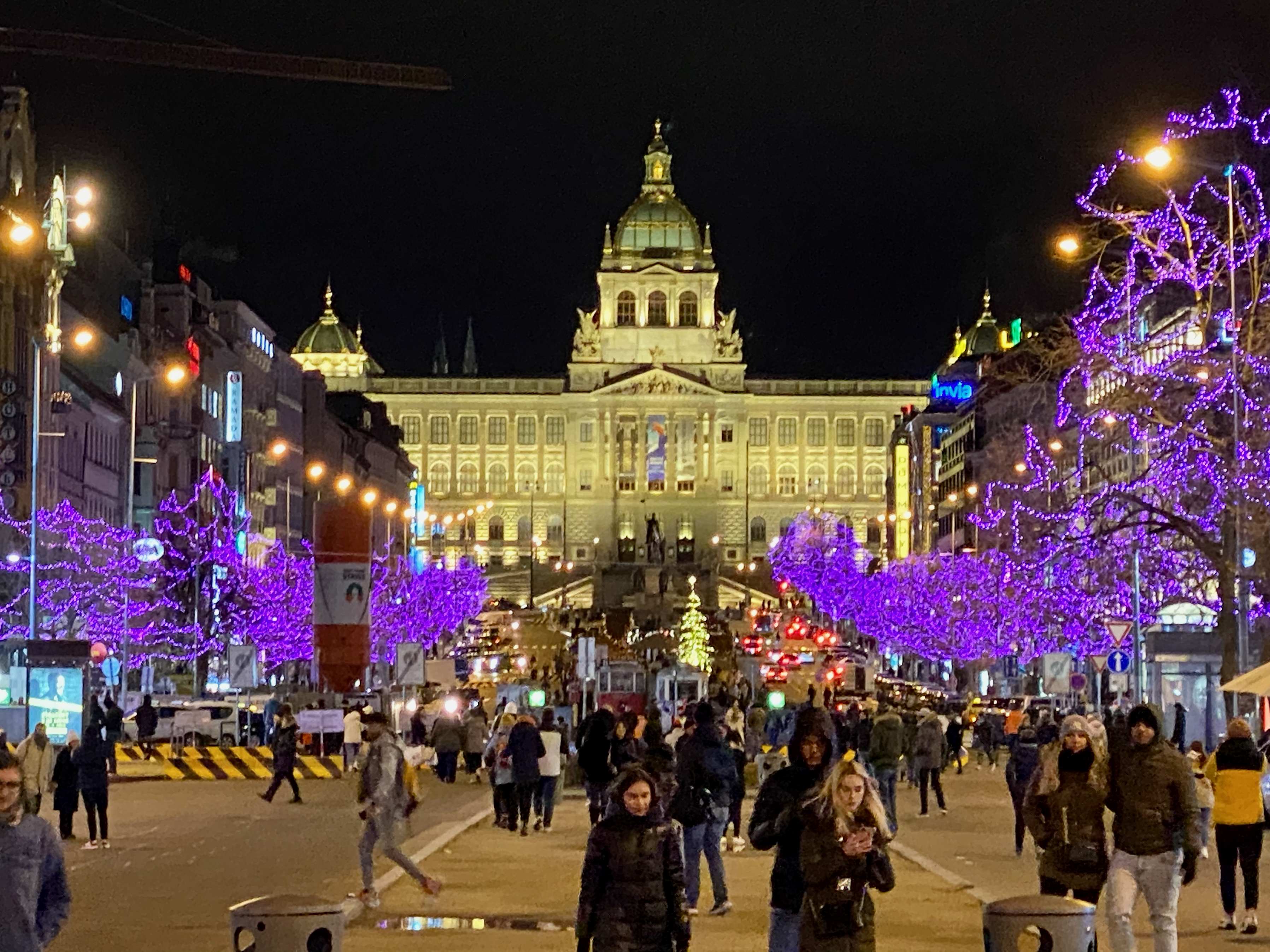
Plaça de Venceslau amb el Museu Nacional al fons

El 28 de març de 1969, l'⁣equip nacional d'hoquei sobre gel de Txecoslovàquia va derrotar l'⁣equip de l'URSS per segona vegada en el Campionat del Món d'hoquei sobre gel d'aquell any. Com que la República Socialista Txecoslovaca encara estava sota ocupació soviètica, la victòria va provocar grans celebracions. Es calcula que unes 150.000 persones es van reunir a la plaça de Venceslau i es van desenvolupar batusses amb la policia. Un grup de provocadors va atacar llavors l'oficina de Praga de la companyia aèria soviètica Aeroflot, situada a la plaça. El vandalisme va servir de pretext per a les represàlies i el període de l'anomenada normalització.
L'any 1989, durant la Revolució de Vellut, es van celebrar aquí grans manifestacions amb centenars de milers de persones.
La plaça de Wenceslau està envoltada d'hotels, oficines, botigues, cabines de canvi de divises i locals de menjar ràpid. Molts clubs de striptease també funcionen al voltant de la plaça de Wenceslau. També és un lloc popular per passar les celebracions d'⁣Any Nou, una altra opció popular són les terrasses a prop del riu. Els mercats de Nadal (Vánoční trhy) se celebren aquí cada any des de principis de desembre fins a la primera setmana de gener.